# 奧伯瑙河 (錫格河支流)
50°54′33.7″N 8°6′26.6″E / 50.909361°N 8.107389°E

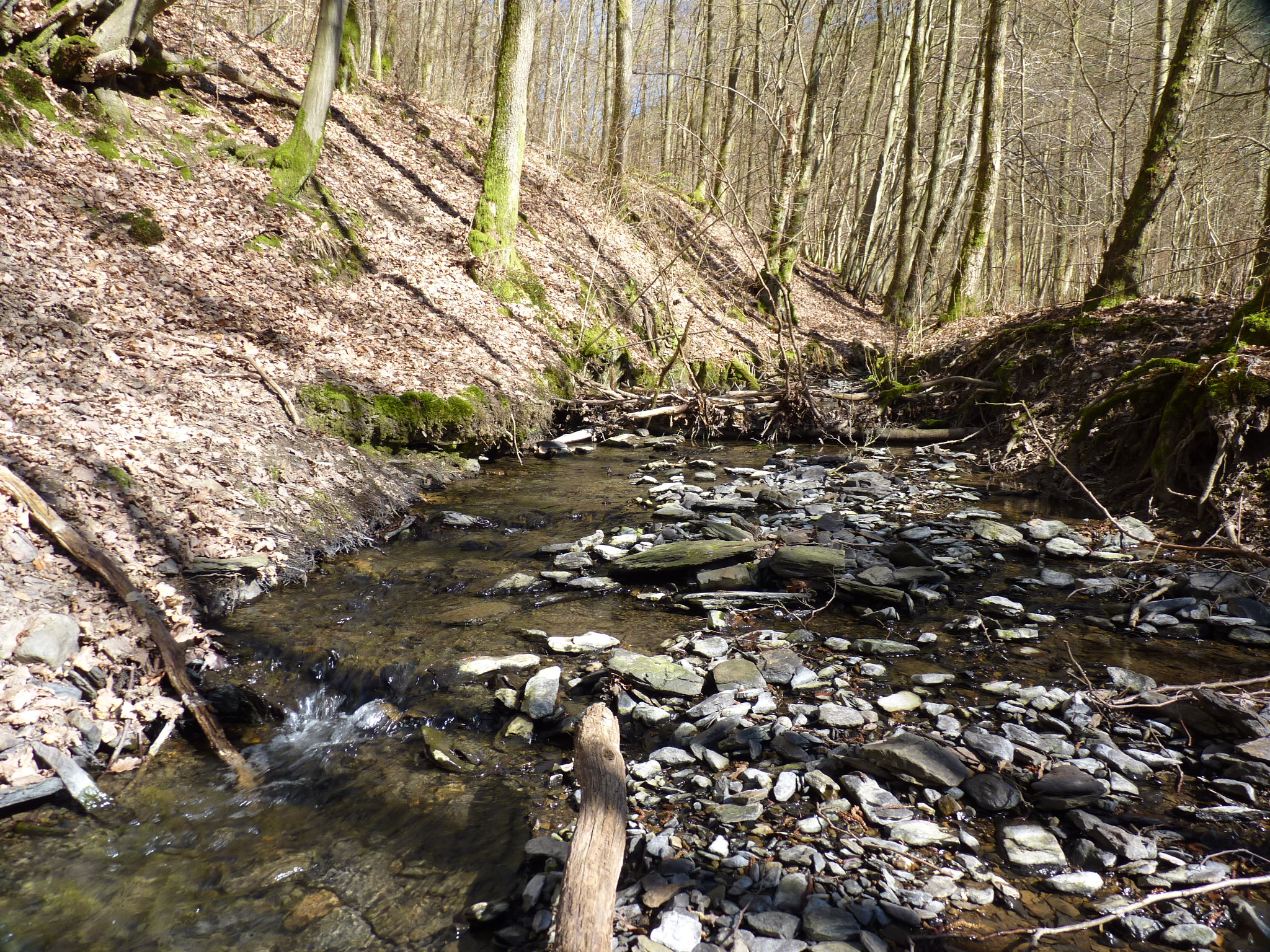

奧伯瑙河（德語：Obernau），是德國的河流，位於該國西部，處於北萊茵-威斯特法倫州，屬於錫格河的右支流，河道全長6.3公里，流域面積14.9平方公里。